# Furcijuxta
Furcijuxta là một chi bướm đêm thuộc họ Geometridae.